# Declarația Savoy
Declarația Savoy este o variantă modificată a mărturisirii de credință de la Westminster. Titlul complet al documentului a fost O mărturisire de credință și ordine respectată în bisericile congregaționaliste din Anglia. Documentul a fost scris în octombrie 1658 de către congregaționaliștii englezi ce s-au întâlnit la Palatul Savoy din Londra. Teologul John Owen a avut rolul de lider în timpul conferinței ținute la Londra.
Diferența esențială este adăugarea unui capitol nou numit  "Din Evanghelie și datorită extinderii harului". O altă diferență a fost modificarea capitelelor 30 și 31 din varianta de la Westminster referitoare la conducerea în biserică, varianta noua afirmând autonomia bisericilor locale.